# Routhierita
La routhierita és un mineral de la classe dels sulfurs que pertany i dona noma al grup de la routhierita. Va ser descoberta l'any 1974 prop de Pelvoux al departament dels Alts Alps, a la regió de Provença-Alps-Costa Blava (França), i fou descrita per Z. Johan, J. Mantienne i P. Picot el 1974. El seu nom fou posat en honor del professor de geologia econòmica Pierre Routhier (1916-2008), de la Universitat de París.

## Característiques
La routhierita és un sulfur de tal·li, coure, mercuri i arsènic de fórmula química TlCuHg₂As₂S₆, de color violeta-roig i una densitat de 5,83 g/cm³. Cristal·litza en el sistema tetragonal. Es tracta d'un mineral isostructural amb la stalderita, sent el seu anàleg de mercuri.
Segons la classificació de Nickel-Strunz, la routhierita pertany a «02.GA: nesosulfarsenats, nesosulfantimonats i nesosulfbismutits sense S addicional» juntament amb els següents minerals: proustita, pirargirita, pirostilpnita, xantoconita, samsonita, skinnerita, wittichenita, lapieïta, mückeïta, malyshevita, lisiguangita, aktashita, gruzdevita, nowackiïta, laffittita, stalderita, erniggliïta, bournonita, seligmannita i součekita.

## Formació i jaciments
Apareix en jaciments hidrotermals rics en tal·li allotjats en sediments de dolomia d'un complex epitèrmic. Sol trobar-se associada a altres minerals com: realgar, estibina, pierrotita, esfalerita, pirita, smithita, cinabri, parapierrotita, molibdenita o tetraedrita-tennantita.